# Termas romanas de Maximinos
Las termas romanas de Maximinos, también denominadas Alto da Cividade y Colina dos Maximinos, están ubicadas en la antigua freguesia de Cividade, desde 2013 Braga (Maximinos, Sé e Cividade) en el municipio de Braga (Portugal).

## Historia

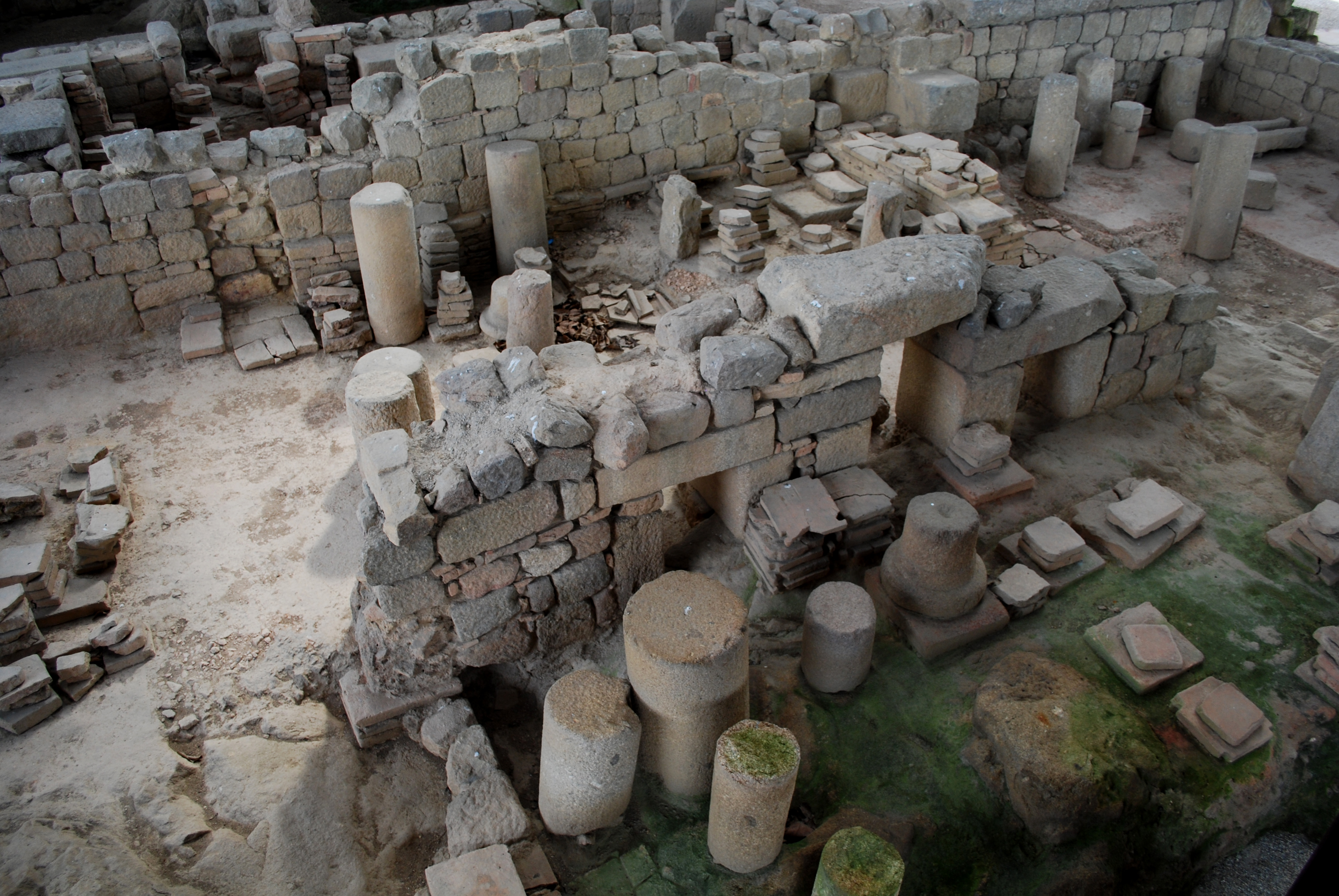
Las columnas y compartimentos que sostienen las cámaras de los baños termales

En 1977, las excavaciones arqueológicas en el sitio descubrieron las ruinas de un baño público junto al Foro de la antigua ciudad romana de Bracara Augusta, ubicada, según la tradición, en el actual Largo de Paulo Orósio.[cita requerida]
En la antigua Roma, los baños públicos eran vastas construcciones acondicionadas para brindar a los habitantes o visitantes de la ciudad la posibilidad de bañarse según las reglas prescritas por la medicina de la época. Según estos, el bañista debe comenzar untando el cuerpo con aceites y practicando algunos ejercicios de gimnasia, deportes o lucha libre. Luego entra en una habitación muy caldeada, la mortaja, donde sudaba profusamente. Luego pasa al caldario, una habitación todavía climatizada, donde puede lavarse y retirar los restos de aceite. Después de una breve estancia en el tepidarium, se sumergía en una piscina, cuya agua helada vigoriza su cuerpo, y luego es masajeado y untado con aceites aromáticos.
Están clasificados como Monumento Nacional por Decreto n.º 1/86, publicado en RD, I Série, n.º 2, de 3 de enero de 1986.[cita requerida]

## Características
El área excavada de las aguas termales ocupa aproximadamente 850 metros cuadrados. Estos balnearios eran, sin embargo, más extensos, como puede verse por la presencia del hipocausto y la piscina al sur, separados del resto del edificio por un pasillo estrecho. Según la colección encontrada, fueron construidas a finales del siglo I (época flavia), dejando el testimonio de las cuatro salas calientes cuyos hipocaustos están relativamente bien conservados. Aún no se ha podido definir su circuito interno ni la función de algunos de sus compartimentos adjuntos. A finales del siglo IV y principios del siglo siguiente, el edificio sufrió una importante renovación y su superficie era muy pequeña.